# Pachliopta leytensis
Pachliopta leytensis är en fjärilsart som beskrevs av Siuiti Murayama 1978. Pachliopta leytensis ingår i släktet Pachliopta och familjen riddarfjärilar. Inga underarter finns listade i Catalogue of Life.

## Bildgalleri

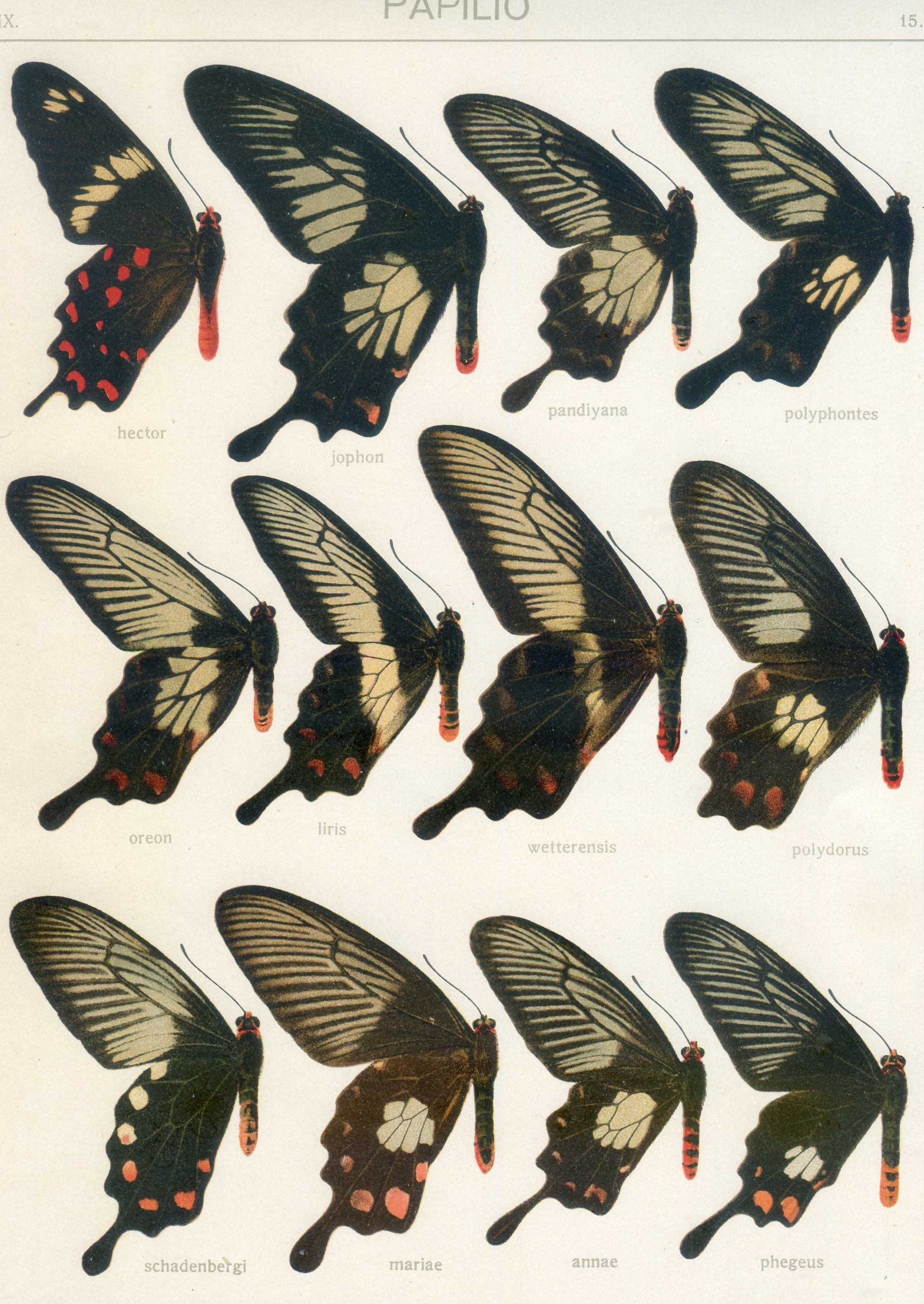